# Randal Keynes
Randal Hume Keynes, OBE, FLS ( /ˈ k eɪ n z / KAYNZ ; né le 29 juillet 1948) est un écologiste britannique, auteur et arrière-arrière-petit-fils de Charles Darwin.

## Famille
Keynes est né à Cambridge, en Angleterre. Il est le fils de l'hon. Anne Pinsent (née Adrian) et du physiologiste Richard Keynes. Ses grands-parents maternels sont Hester Adrian, baronne Adrian, agent de santé mentale, et Edgar Adrian, 1er baron Adrian, électrophysiologiste et récipiendaire du prix Nobel de physiologie en 1932. Son grand-père paternel est le chirurgien Geoffrey Keynes, frère de l'économiste John Maynard Keynes. Randal Keynes est le frère de deux professeurs de Cambridge, Simon (historien) et Roger (scientifique médical).
Randal Keynes a deux enfants avec Zelfa Cecil Hourani, également issue d'une importante famille intellectuelle, originaire du Liban. Le père d'Hourani, Cecil, est conseiller du président tunisien Habib Bourguiba, et ses deux frères sont Albert, un historien majeur du Moyen-Orient, et George Hourani (en), philosophe, historien et classique. Le fils de Randal et Zelfa, Skandar Keynes (né en 1991), est un conseiller politique et ancien acteur surtout connu pour son rôle d'Edmund Pevensie dans les films de Narnia. Ils ont également une fille, Soumaya Keynes (en) (née en 1989), qui apparait dans diverses productions pour BBC Radio 4.

## Carrière
Keynes fait ses études au Marlborough College et au New College d'Oxford. Il est un partisan d'Humanists UK.
Il fait campagne avec succès contre le réaménagement de la Gare de King's Cross et pour la préservation du quartier de Caledonian Road au centre de Londres.
Keynes est l'auteur de l'exploration intime de sa célèbre ascendance, Annie's Box, sous-titré Darwin, sa fille et l'évolution humaine (2001), un livre sur la relation entre Darwin et sa fille Annie, dont la mort prématurée l'a profondément affecté. Le film Creation de 2009 est basé sur ce livre.
Il joue un rôle de premier plan dans la campagne pour que Down House, l'ancienne maison de Darwin, soit désignée site du patrimoine mondial.
Il est l'auteur de deux articles de l'Oxford Dictionary of National Biography sur Anne Darwin et William Erasmus Darwin en 2005.